# Mark Blundell
Mark Blundell (Barnet, 8 aprile 1966) è un ex pilota automobilistico britannico.
Nella sua lunga carriera, ha avuto modo di gareggiare in varie classi dell'automobilismo, tra cui Formula 1, CART e Sportprototipo. È stato inoltre commentatore delle gare di Formula 1 sulla rete televisiva inglese ITV.
Tra i suoi maggiori successi, la vittoria alla 24 Ore di Le Mans del 1992.

## Carriera

### Gli inizi
Blundell si interessò inizialmente alla motocross, che praticò dal 1980 al 1984. In quell'anno si verificò il passaggio all'automobilismo con l'iscrizione al campionato Junior di Formula Ford 1600 britannica. Nonostante il passaggio dalle due alle quattro ruote, l'inglese si dimostrò subito a suo agio nella competizione, riuscendo a vincere venticinque gare e terminando secondo in campionato. Per le sue prestazioni e il debutto convincente venne premiato con il Grovewood Award, un premio dedicato ai talenti emergenti nel mondo dell'automobilismo del Commonwealth.
Negli anni seguenti riuscì a imporsi nel campionato britannico di Formula Ford 1600, nel 1985, e nel campionato europeo Formula Ford 2000, nel 1986. Decise quindi di passare alla Formula 3000 nel 1987. Iniziò la stagione guidando una poco competitiva Lola T86/50, ma riuscì comunque a farsi notare nella gara di Spa, in cui riuscì a issarsi al secondo posto prima che la corsa venisse interrotta. 
Passato alla squadra ufficiale della Lola per il 1988, ottenne tre podi senza però mai riuscire a imporsi in una gara.
Nel 1989 continuò il suo impegno in Formula 3000, in cui guidò per la Middlebridge Racing, cogliendo come miglior risultato un terzo posto a Silverstone. Chiuse la stagione undicesimo, fallendo anche la qualificazione a Circuito di Jerez.

### Sport Prototipi
Contemporaneamente alle gare in Formula 3000, nel 1989 Blundell prese parte per la prima volta alla 24 Ore di Le Mans con il team Nissan in coppia con Julian Bailey e Martin Donnelly, conclusa con un ritiro durante la prima ora di gara.
L'anno seguente, sempre gareggiando per il team giapponese, Blundell intensificò i suoi impegni, partecipando al Campionato Mondiale Sport Prototipi, ottenendo tra l'altro la pole position alla 24 Ore di Le Mans. 
I suoi migliori risultati furono due secondi posti, sempre in coppia con Bailey, alla 480 km di Montreal e alla 480 km di città del Messico.

### Formula 1

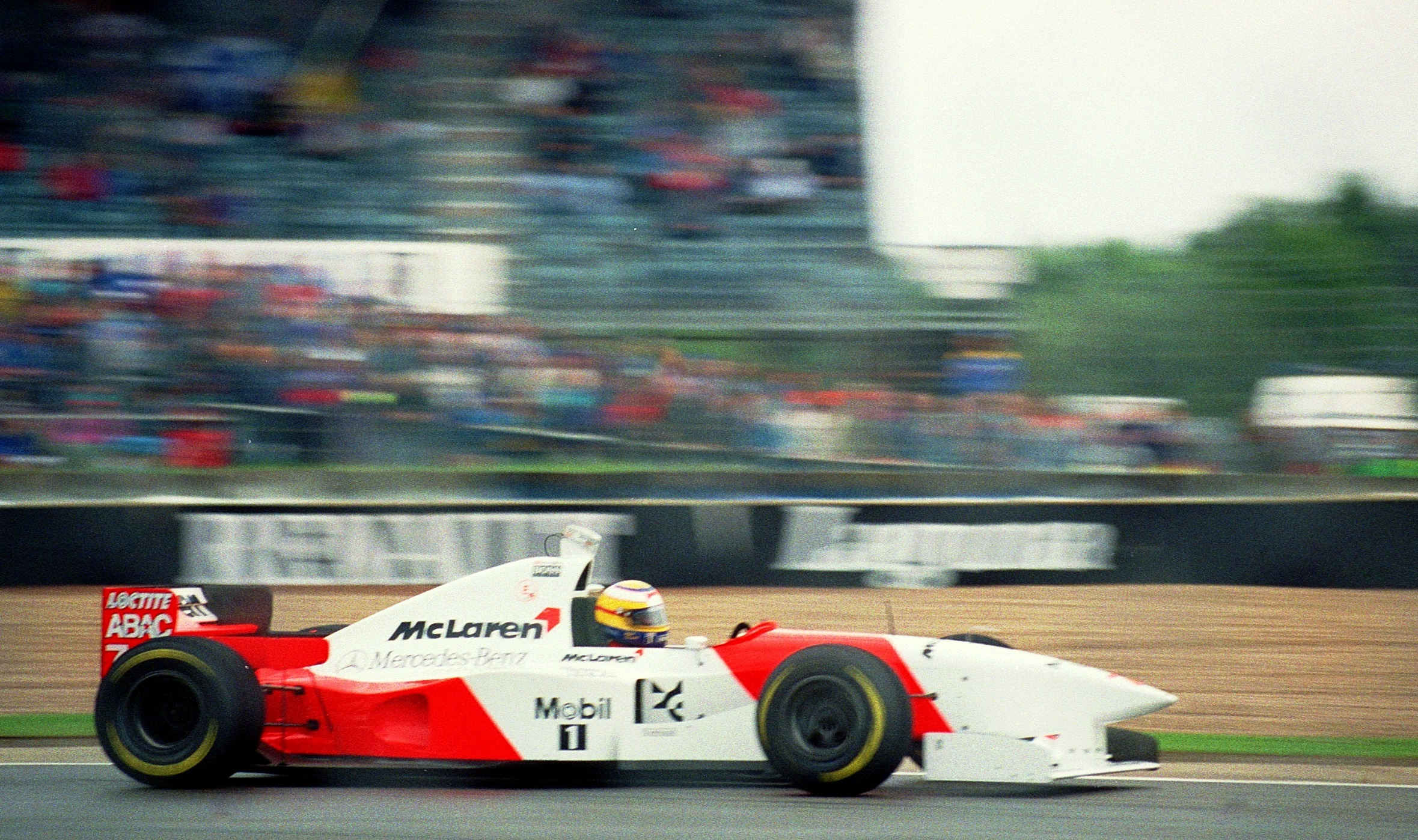
Mark Blundell guida la sua McLaren al Gran Premio di Gran Bretagna 1995, chiuso al quinto posto.

Dopo aver ricoperto il ruolo di collaudatore per la Williams nel 1990, Blundell ottenne il suo primo contratto in Formula 1 con la Brabham per correre la stagione 1991 al fianco di Martin Brundle, pur mantenendo il suo ruolo di tester con la casa di Grove. Il team, rilevato nel 1990 dalla Middlebridge Racing per cui aveva già corso in Formula 3000, era però in difficoltà finanziarie e non era in grado di garantire una vettura competitiva. Il debutto di Blundell avvenne al Gran Premio degli Stati Uniti alla guida di una Brabham BT59Y, modello della stagione precedente riadattato, e venne chiuso con un ritiro. L'introduzione della nuova BT60Y non migliorò particolarmente i risultati, dato che entrambi i piloti Brabham si trovavano spesso in fondo alla classifica e, a partire dal Gran Premio di Germania furono obbligati a disputare le prequalifiche. Blundell ottenne il suo unico punto in Belgio, concludendo la stagione al 18º posto nella classifica piloti. 
Non confermato dalla Brabham, in forte crisi finanziaria, venne assunto come collaudatore dalla McLaren e si dedicò perlopiù alle competizioni dedicate alle vetture a ruote coperte conquistando la vittoria alla 24 Ore di Le Mans 1992 al volante di una Peugeot 905.
A settembre del 1992, entrò in contatto con la Ligier, in cerca di un pilota titolare per la stagione successiva. Nei mesi successivi, le parti riuscirono a trovare un accordo e Blundell venne assunto per disputare il campionato 1993, trovandosi nuovamente come compagno di squadra Brundle. Il pilota inglese si dichiarò fiducioso per la stagione, visto che le premesse tecniche per la squadra francese erano migliori rispetto alle ultime stagioni. Già nella prima gara della stagione conquistò il gradino più basso del podio, impresa che ripeté in Germania. Durante l'anno, Blundell fu autore di buone prestazioni, tuttavia la sua guida aggressiva, che aveva provocato alcuni incidenti e contatti, venne criticata in più occasioni. Concluse al 10º posto in classifica e viene assunto per la stagione successiva dalla Tyrrell. Arrivò ancora a podio in Spagna e concluse il mondiale in dodicesima posizione. 
Nel 1995 passò alla McLaren e concluse di nuovo 10º come due anni prima.
Data l'impossibilità di trovare una squadra per il 1996, a fine anno lasciò la Formula 1 per dedicarsi alle corse americane della serie CART in cui, tra il 1996 e il 2000, ha raccolto tre successi parziali.

## Risultati completi in Formula 1
| 1991 | Scuderia | Vettura     |     |     |   |     |    |     |     |     |    |     |   |    |     |     |     |    |  | Punti | Pos. |
| ---- | -------- | ----------- | --- | --- | - | --- | -- | --- | --- | --- | -- | --- | - | -- | --- | --- | --- | -- |  | ----- | ---- |
| 1991 | Brabham  | BT59Y BT60Y | Rit | Rit | 8 | Rit | NQ | Rit | Rit | Rit | 12 | Rit | 6 | 12 | Rit | Rit | NPQ | 17 |  | 1     | 18º  |

| 1993 | Scuderia | Vettura |   |   |     |     |   |     |     |     |   |   |   |    |     |     |   |   |  | Punti | Pos. |
| ---- | -------- | ------- | - | - | --- | --- | - | --- | --- | --- | - | - | - | -- | --- | --- | - | - |  | ----- | ---- |
| 1993 | Ligier   | JS39    | 3 | 5 | Rit | Rit | 7 | Rit | Rit | Rit | 7 | 3 | 7 | 11 | Rit | Rit | 7 | 9 |  | 10    | 10º  |

| 1994 | Scuderia | Vettura |     |     |   |     |   |     |    |     |     |   |   |     |     |    |     |     |  | Punti | Pos. |
| ---- | -------- | ------- | --- | --- | - | --- | - | --- | -- | --- | --- | - | - | --- | --- | -- | --- | --- |  | ----- | ---- |
| 1994 | Tyrrell  | 022     | Rit | Rit | 9 | Rit | 3 | 10* | 10 | Rit | Rit | 5 | 5 | Rit | Rit | 13 | Rit | Rit |  | 8     | 12º  |

| 1995 | Scuderia | Vettura                |   |     |  |  |   |     |    |   |     |     |   |   |   |     |   |   |   | Punti | Pos. |
| ---- | -------- | ---------------------- | - | --- |  |  | - | --- | -- | - | --- | --- | - | - | - | --- | - | - | - | ----- | ---- |
| 1995 | McLaren  | MP4/10 MP4/10B MP4/10C | 6 | Rit |  |  | 5 | Rit | 11 | 5 | Rit | Rit | 5 | 4 | 9 | Rit | 9 | 7 | 4 | 13    | 10º  |

| Legenda | 1º posto     | 2º posto | 3º posto    | A punti         | Senza punti/Non class.  | Grassetto – Pole position Corsivo – Giro più veloce |
| Legenda | Squalificato | Ritirato | Non partito | Non qualificato | Solo prove/Terzo pilota | Grassetto – Pole position Corsivo – Giro più veloce |

(*) Indica quei piloti che non hanno terminato la gara ma sono ugualmente classificati avendo coperto, come previsto dal regolamento, almeno il 90% della distanza totale.